# Luisa Marelli Valazza
Luisa Marelli Valazza, née le 20 décembre 1950, est une cheffe cuisinière italienne, dont le restaurant Al Sorriso, en Soriso, dans le Piémont (Italie), ouvert depuis 1981, a obtenu en 1998 une troisième étoile dans le Guide Michelin (la première ayant été obtenue en 1982 et la deuxième en 1989). Elle s'inspire de la cuisine traditionnelle piémontaise, utilisant notamment les fromages et charcuteries produites dans la région, les herbes de montagne, la truffe blanche d'Alba et le bœuf du Piémont.  
Début 2009, elle a contribué à élaborer les menus de la première classe et de la classe affaires pour la compagnie aérienne Lufthansa. En 1999, elle a reçu conjointement avec Nadia Santini le grand prix de l'Académie internationale de gastronomie.